# Rugby-Union-Südamerikameisterschaft 2018
Die Rugby-Union-Südamerikameisterschaft 2018 (spanisch Sudamericano de Rugby 2018) der Division A war die 40. Ausgabe der südamerikanischen Kontinentalmeisterschaft in der Sportart Rugby Union. Zum ersten Mal nahmen sechs Mannschaften teil, weshalb das Turnier auch Seis Naciones genannt wurde. Teilnehmer waren die Nationalmannschaften von Brasilien, Kolumbien, Paraguay und Chile, während Argentinien und Uruguay jeweils mit ihrer B-Nationalmannschaft vertreten waren. Die Teams waren in zwei Dreiergruppen aufgeteilt: eine Westgruppe mit Argentinien, Chile und Kolumbien sowie eine Ostgruppe mit Brasilien, Paraguay und Uruguay. Die Mannschaften spielten nur innerhalb ihrer eigenen Gruppe, ihre Ergebnisse zählten jedoch für eine Gesamttabelle. Zum ersten Mal überhaupt errang Brasilien den Titel des Südamerikameisters.
Im selben Jahr fand der Wettbewerb der Division B statt, der drei weitere Nationalteams aus Costa Rica Guatemala und Peru umfasste. Am Turnier der Division C beteiligten sich die Nationalmannschaften von El Salvador, Honduras und Panama.

## Division A

### Tabelle
Für einen Sieg gab es vier Punkte, für ein Unentschieden zwei Punkte, bei einer Niederlage null Punkte. Einen Bonuspunkt gab es bei vier oder mehr erzielten Versuchen und bei einer Niederlage mit nicht mehr als sieben Spielpunkten Unterschied.
|    | Land           | Spiele | Siege | Unent. | Ndlg. | Spiel- punkte | Diff. | Bonus- punkte | Tabellen- punkte |
| -- | -------------- | ------ | ----- | ------ | ----- | ------------- | ----- | ------------- | ---------------- |
| 1. | Brasilien      | 3      | 3     | 0      | 0     | 131:50        | + 81  | 1             | 13               |
| 2. | Argentinien XV | 3      | 2     | 0      | 1     | 161:54        | + 107 | 3             | 11               |
| 3. | Chile          | 3      | 2     | 0      | 1     | 131:48        | + 83  | 1             | 9                |
| 4. | Uruguay XV     | 3      | 1     | 0      | 2     | 61:91         | − 30  | 2             | 6                |
| 5. | Paraguay       | 3      | 1     | 0      | 2     | 31:187        | − 156 | 0             | 4                |
| 6. | Kolumbien      | 3      | 0     | 0      | 3     | 36:121        | − 85  | 1             | 1                |

### Ergebnisse
| 5. Mai 2018 14:00 UTC−5 | Kolumbien         | 5 : 26         | Uruguay XV                                                      | Estadio Cincuentenario, Medellín Schiedsrichter: Henrique Platais (Brasilien) |
| 5. Mai 2018 14:00 UTC−5 | Versuche: Urrutia | (5:14) Bericht | Versuche: de León Diana Inciarte Klappenbach Erhöhungen: Favaro | Estadio Cincuentenario, Medellín Schiedsrichter: Henrique Platais (Brasilien) |

| 5. Mai 2018 15:30 UTC−4 | Paraguay     | 3 : 64         | Argentinien XV                                                                                                | Héroes de Curupayty, Luque Schiedsrichter: Frank Méndez (Chile) |
| 5. Mai 2018 15:30 UTC−4 | Dropgoals: 1 | (3:31) Bericht | Versuche: Cordero (2) Cubelli (2) J. L. González J. C. González Liotta Resino (2) Zapata Erhöhungen: Díaz (7) | Héroes de Curupayty, Luque Schiedsrichter: Frank Méndez (Chile) |

| 5. Mai 2018 19:00 UTC−3 | Brasilien                                                                         | 28 : 12        | Chile                                               | Estádio do Canindé, São Paulo Schiedsrichter: Joaquín Montes (Uruguay) |
| 5. Mai 2018 19:00 UTC−3 | Versuche: Duque Tranquez Vettorato Erhöhungen: Reeves (2) Straftritte: Reeves (3) | (15:0) Bericht | Versuche: Perrotta Verschae Erhöhungen: Ianiszewski | Estádio do Canindé, São Paulo Schiedsrichter: Joaquín Montes (Uruguay) |

| 12. Mai 2018 12:00 UTC−3 | Argentinien XV                                                    | 33 : 36        | Brasilien                                                                                 | Club Newman, Buenos Aires Schiedsrichter: Joaquín Montes (Uruguay) |
| 12. Mai 2018 12:00 UTC−3 | Versuche: Bavaro Bustinduy Liotta Macome (2) Erhöhungen: Díaz (4) | (33:3) Bericht | Versuche: Bergo da Ros de Moraes (2) Rodrigues Erhöhungen: Reeves (4) Straftritte: Reeves | Club Newman, Buenos Aires Schiedsrichter: Joaquín Montes (Uruguay) |

| 12. Mai 2018 15:00 UTC−3 | Uruguay XV                                                        | 20 : 22       | Chile                                                                                     | Estadio Charrúa, Montevideo Schiedsrichter: Pali Deluca (Argentinien) |
| 12. Mai 2018 15:00 UTC−3 | Versuche: Strafversuch (2) Straftritte: Favaro Dropgoals: Blengio | (7:0) Bericht | Versuche: de la Fuente Huete Richard Erhöhungen: Ianiszewski (2) Straftritte: Ianiszewski | Estadio Charrúa, Montevideo Schiedsrichter: Pali Deluca (Argentinien) |

| 12. Mai 2018 15:30 UTC−4 | Paraguay                                                                                | 28 : 26         | Kolumbien                                                | Héroes de Curupayty, Luque Schiedsrichter: Jauri Rivero (Argentinien) |
| 12. Mai 2018 15:30 UTC−4 | Versuche: Alvarado Alvarenga Glizt Erhöhungen: Alvarenga (2) Straftritte: Alvarenga (3) | (15:26) Bericht | Versuche: Álvarez (2) Urrutia (2) Erhöhungen: Diosa (39) | Héroes de Curupayty, Luque Schiedsrichter: Jauri Rivero (Argentinien) |

| 19. Mai 2018 15:00 UTC−3 | Brasilien | 67 : 5         | Kolumbien        | Estádio do Canindé, São Paulo Schiedsrichter: Damian Schneider (Argentinien) |
| 19. Mai 2018 15:00 UTC−3 | Versuche: Bergo da Ros Duque (2) Paganini D. Sancery Sancery Tranquez van Niekerk Erhöhungen: Reeves (8) Straftritte: Reeves (2) | (13:0) Bericht | Versuche: Forero | Estádio do Canindé, São Paulo Schiedsrichter: Damian Schneider (Argentinien) |

| 19. Mai 2018 19:00 UTC−4 | Chile | 97 : 0         | Paraguay | Old Grangonians Club, Santiago de Chile Schiedsrichter: Francisco Gonzalez (Uruguay) |
| 19. Mai 2018 19:00 UTC−4 | Versuche: Avelli (2) Ayarza Escobar (2) Ianiszewski (2) Larenas (2) Lues Saavedra Videla (3) Zunino Erhöhungen: Ianiszewski (11) | (54:0) Bericht |          | Old Grangonians Club, Santiago de Chile Schiedsrichter: Francisco Gonzalez (Uruguay) |

| 20. Mai 2018 15:00 UTC−3 | Argentinien XV                                                                                     | 64 : 15        | Uruguay XV                                                          | Club Newman, Buenos Aires Schiedsrichter: Henrique Platais (Brasilien) |
| 20. Mai 2018 15:00 UTC−3 | Versuche: Arias (3) Bruni (2) Macome Mensa Montero Moroni Resino Erhöhungen: Díaz (5) Granella (2) | (31:8) Bericht | Versuche: Freitas Sanguinetti Erhöhungen: Albanell Straftritte: Cat | Club Newman, Buenos Aires Schiedsrichter: Henrique Platais (Brasilien) |

## Division B

### Tabelle
Für einen Sieg gab es vier Punkte, für ein Unentschieden zwei Punkte, bei einer Niederlage null Punkte. Einen Bonuspunkt gab es bei vier oder mehr erzielten Versuchen und bei einer Niederlage mit nicht mehr als sieben Spielpunkten Unterschied.
|    | Land       | Spiele | Siege | Unent. | Ndlg. | Spiel- punkte | Diff. | Bonus- punkte | Tabellen- punkte |
| -- | ---------- | ------ | ----- | ------ | ----- | ------------- | ----- | ------------- | ---------------- |
| 1. | Peru       | 2      | 2     | 0      | 0     | 70:14         | + 56  | 2             | 10               |
| 2. | Guatemala  | 2      | 1     | 0      | 1     | 16:46         | − 30  | 0             | 4                |
| 3. | Costa Rica | 2      | 0     | 0      | 2     | 26:52         | − 26  | 1             | 1                |

Venezuela konnte nicht antreten, da den Spielern die Einreise nach Guatemala verweigert wurde, nachdem ihre Visa nicht akzeptiert worden waren.

### Ergebnisse
| 30. September 2018 | Guatemala | 16 : 12 | Costa Rica | Parque Erick Barrondo, Guatemala-Stadt |
| 30. September 2018 |           |         |            | Parque Erick Barrondo, Guatemala-Stadt |

| 3. Oktober 2018 | Peru | 36 : 14 | Costa Rica | Parque Erick Barrondo, Guatemala-Stadt |
| 3. Oktober 2018 |      |         |            | Parque Erick Barrondo, Guatemala-Stadt |

| 6. Oktober 2018 | Guatemala | 0 : 34 | Peru | Campos de Nestlé, Antigua Guatemala |
| 6. Oktober 2018 |           |        |      | Campos de Nestlé, Antigua Guatemala |

## Division C

### Tabelle
Für einen Sieg gab es vier Punkte, für ein Unentschieden zwei Punkte, bei einer Niederlage null Punkte. Einen Bonuspunkt gab es bei vier oder mehr erzielten Versuchen und bei einer Niederlage mit nicht mehr als sieben Spielpunkten Unterschied.
|    | Land        | Spiele | Siege | Unent. | Ndlg. | Spiel- punkte | Diff. | Bonus- punkte | Tabellen- punkte |
| -- | ----------- | ------ | ----- | ------ | ----- | ------------- | ----- | ------------- | ---------------- |
| 1. | Panama      | 2      | 2     | 0      | 0     | 90:53         | + 37  | 2             | 10               |
| 2. | El Salvador | 2      | 1     | 0      | 1     | 53:75         | − 22  | 1             | 5                |
| 3. | Honduras    | 2      | 0     | 0      | 2     | 51:66         | − 15  | 2             | 2                |

### Ergebnisse
| 11. August 2018 | Honduras | 27 : 39 | Panama | Estadio Olímpico José Simón Azcona, Tegucigalpa |
| 11. August 2018 |          |         |        | Estadio Olímpico José Simón Azcona, Tegucigalpa |

| 18. August 2018 | El Salvador | 27 : 24 | Honduras | EMCGGB, San Salvador |
| 18. August 2018 |             |         |          | EMCGGB, San Salvador |

| 25. August 2018 | Panama | 51 : 26 | El Salvador | Cancha de Rugby El Infierno, Panama-Stadt |
| 25. August 2018 |        |         |             | Cancha de Rugby El Infierno, Panama-Stadt |